# EXTREME THE DOJO
EXTREME THE DOJO（エクストリーム・ザ・ドージョー）は、Smash West主催による日本のライブイベント。

## 概要
単独公演では興行的に難しいグラインドコア、デスメタル、ブラックメタル、ストーナーロック系のバンドを幅広くラインナップして行われる。基本的に中・小規模のライブハウスが会場となり、複数のバンドが出演する。なお、"DOJO"とは道場の意。2001年から2013年まで毎年開催されていたが、一時活動休止。2019年3月に復活開催が決定。

## 歴代公演

### Vol.1（2001年）
出演
- ナザム
- キャンディリア
- クリプトプシー

サポート
- SWARRRM（大阪）
- BASSAIUM（東京）

会場
- 2001年10月9日（火）大阪・心斎橋クラブクアトロ
- 2001年10月11日（木）東京・渋谷 ON AIR WEST

### Vol.2（2002年3月）
出演
- アイヘイトゴッド
- ソイレント・グリーン

サポート
- ZENI GEVA（東京）
- SORROW OF TRANQUILITY（東京）
- NICE VIEW（名古屋）
- DISGUST（名古屋）
- ATOMSFEAR（大阪）

会場
- 2002年1月15日（火）東京・渋谷クラブクアトロ
- 2002年1月17日（木）名古屋・クラブクアトロ
- 2002年1月18日（金）大阪・心斎橋クラブクアトロ
- 2002年3月19日（火）東京・渋谷クラブクアトロ
- 2002年3月21日（木）名古屋・クラブクアトロ
- 2002年3月22日（金）大阪・心斎橋クラブクアトロ

備考
- 当初2002年1月の公演予定だったが、ソイレント・グリーンがツアー中にメンバーの乗ったバスが事故に遭い、ブライアン・パットン(G)とスコット・ウィリアム(B)が骨折したために延期となった。

### Vol.3（2002年5月）
出演
- ソドム
- ダイイング・フィータス
- ディメンション・ゼロ

サポート
- COCOBAT（東京）
- CRYPTIC REVELATION（大阪）

会場
- 2002年5月27日（月）東京・渋谷クラブクアトロ
- 2002年5月29日（水）名古屋・クラブクアトロ
- 2002年5月30日（木）大阪・心斎橋クラブクアトロ

### Vol.4（2002年6月）
出演
- ロック・アップ
- コンヴァージ
- ウィル・ヘブン

サポート
- FROM HELL（東京）
- SWARRRM（大阪）
- ENFADO（名古屋）

会場
- 2002年6月27日（木）大阪・心斎橋クラブクアトロ
- 2002年6月28日（金）名古屋・クラブクアトロ
- 2002年6月30日（日）東京・渋谷クラブクアトロ

### Vol.5（2002年11月）
出演
- ハイ・オン・ファイア
- ダーケイン
- マストドン

サポート
- CHURCH OF MISERY（東京）
- 無我（名古屋）
- CAVO（大阪）

会場
- 2002年11月17日（日）東京・渋谷クラブクアトロ
- 2002年11月19日（火）名古屋・クラブクアトロ
- 2002年11月20日（水）大阪・心斎橋クラブクアトロ

### Vol.6（2003年）
出演
- キルスウィッチ・エンゲイジ
- シャドウズ・フォール
- キャリバン

サポート
- LOST EDEN（名古屋）

会場
- 2003年2月23日（日）大阪・心斎橋クラブクアトロ
- 2003年2月24日（月）名古屋・クラブクアトロ
- 2003年2月26日（水）東京・渋谷クラブクアトロ

### Vol.7（2004年1月）
出演
- ナパーム・デス
- ナザム
- AxCx
- ピッグ・デストロイヤー

会場
- 2003年3月10日(月)大阪・心斎橋クラブクアトロ
- 2003年3月11日(火)名古屋・クラブクアトロ
- 2003年3月13日(木)東京・渋谷クラブクアトロ
- 2004年1月9日（金）大阪・心斎橋クラブクアトロ
- 2004年1月10日（土）名古屋・クラブクアトロ
- 2004年1月12日（月）東京・渋谷クラブクアトロ

延期された。

### Vol.8（2004年7月）
出演
- ナグルファー
- スキンレス
- ナイル

会場
- 2004年7月13日（火）東京・渋谷クラブクアトロ
- 2004年7月16日（金）大阪・心斎橋クラブクアトロ
- 2004年7月？日（？）名古屋・クラブクアトロ

### Vol.9（2004年2月）
出演
- ザイクロン
- ダーク・フューネラル
- ゴートホア

会場
- 2004年2月3日（火）東京・渋谷クラブクアトロ
- 2004年2月？日（？）大阪・心斎橋クラブクアトロ
- 2004年2月？日（？）名古屋・クラブクアトロ

備考
- 当初ディム・ボルギルが予定されていたが、都合により来日できなくなり代わりにダーク・フューネラルが来日した。

### Vol.10 SPECIAL!（2004年4月）
出演
- アンスラックス *1*2
- ザ・ディリンジャー・エスケイプ・プラン *2
- キルスウィッチ・エンゲイジ *1
- バーント・バイ・ザ・サン *2
- ダーケスト・アワー *1
- フロム・オータムン・トゥ・アッシーズ *1
- シクス *2

会場
- 2004年4月14日（水）東京・渋谷 O-EAST *1
- 2004年4月15日（木）東京・渋谷 O-EAST *2
- 2004年4月17日（土）大阪・なんばhatch

備考

- 東京公演ではアンスラックス以外2公演に別れて行った。

### DOJO GO AROUND（2004年4月）
公演
- アンスラックス
- キルスウィッチ・エンゲイジ
- フロム・オータムン・トゥ・アッシーズ

会場
- 2004年4月19日（月）福岡・LOGOS
- 2004年4月20日（火）広島・クラブクアトロ
- 2004年4月21日（水）名古屋・クラブクアトロ

### Vol.11（2005年2月）
公演
- コンヴァージ
- マストドン
- アイシス

会場
- 2005年2月2日（水）大阪・心斎橋クラブクアトロ
- 2005年2月3日（木）名古屋・クラブクアトロ
- 2005年2月5日（土）東京・渋谷クラブクアトロ

### Vo.12（2005年2月）
出演
- シャドウズ・フォール
- アズ・アイ・レイ・ダイング
- エブリ・タイム・アイ・ダイ
- ヘイトブリード

会場
- 2005年2月7日（月）東京・渋谷クラブクアトロ
- 2005年2月9日（水）大阪・心斎橋クラブクアトロ
- 2005年2月10日（木）名古屋・クラブクアトロ

### Vol.13（2005年4月）
出演
- アトレイユ
- アンアース
- ノーマ・ジーン

会場
- 2005年4月26日（火）東京・渋谷クラブクアトロ
- 2005年4月27日（水）大阪・心斎橋クラブクアトロ
- 2005年4月28日（木）名古屋・クラブクアトロ

### Vol.14（2005年6月）
出演
- ハイ・オン・ファイア
- デュー・センテッド
- ミザリー・シグナルズ

会場
- 2005年6月6日（月）名古屋・クラブクアトロ
- 2005年6月7日（火）大阪・心斎橋クラブクアトロ
- 2005年6月9日（木）東京・渋谷クラブクアトロ

### Vol.15（2006年）
出演
- ザ・ホーンテッド
- ナイル
- エクソダス

サポート
- EDGE OF SPIRIT

会場
- 2006年2月28日（火）大阪・BIG CAT
- 2006年3月1日（水）名古屋・クラブクアトロ
- 2006年3月2日（木）東京・渋谷 O-EAST

### Vol.16（2007年1月）
出演
- セルティック・フロスト
- サテリコン
- ナグルファー

会場
- 2007年1月16日（火）東京・渋谷クラブクアトロ
- 2007年1月17日（水）大阪・心斎橋クラブクアトロ
- 2007年1月18日（木）名古屋・クラブクアトロ

### Vol.17（2007年3月）
出演
- ブルータル・トゥルース
- ヴェイダー
- クリプトプシー

会場
- 2007年3月5日（月）大阪・心斎橋クラブクアトロ
- 2007年3月6日（火）名古屋・クラブクアトロ
- 2007年3月8日（水）東京・渋谷クラブクアトロ

### Vol.18（2007年9月）
出演
- ザイクロン
- ドス

会場
- 2007年9月25日（月）大阪・心斎橋クラブクアトロ
- 2007年9月26日（火）名古屋・クラブクアトロ
- 2007年9月28日（木）東京・渋谷クラブクアトロ

### Vol.19（2007年11月）
出演
- ジェス
- ゾンビ

サポート
- REBEL FAMILIA（東京）
- ルルル（東京）
- mudy on the 昨晩（名古屋、大阪）

会場
- 2007年11月25日（月）東京・渋谷クラブクアトロ
- 2007年11月27日（火）名古屋・クラブクアトロ
- 2007年11月28日（木）大阪・心斎橋クラブクアトロ

### Vol.20 SPECIAL!（2008年）
出演
- アット・ザ・ゲイツ
- ディリンジャー・エスケイプ・プラン
- メイヘム
- ピッグ・デストロイヤー
- イントゥ・エタニティー

会場
- 2008年5月8日（木）大阪・難波HATCH
- 2008年5月9日（金）名古屋・クラブクアトロ
- 2008年5月11日（日）東京・新木場STUDIO COAST

### Vol.21（2009年5月）
出演
- デストラクション
- セファリック・カーネイジ
- イントゥ・エタニティー

会場
- 2009年5月12日（火）大阪・心斎橋クラブクアトロ
- 2009年5月13日（水）名古屋・クラブクアトロ
- 2009年5月14日（木）東京・渋谷クラブクアトロ

### Vol.22（2009年6月）
出演
- カンニバル・コープス
- ミザリー・インデックス
- ザ・フェイスレス

会場
- 2009年6月8日（月）東京・渋谷クラブクアトロ
- 2009年6月9日（火）大阪・心斎橋クラブクアトロ
- 2009年6月11日（木）名古屋・クラブクアトロ

### Vol.23（2010年4月）
出演
- ベヒーモス
- ジョブ・フォー・ア・カウボーイ
- レヴォケーション

会場
- 2010年4月5日（月）大阪・心斎橋クラブクアトロ
- 2010年4月6日（火）名古屋・クラブクアトロ
- 2010年4月7日（水）東京・渋谷クラブクアトロ

### Vol.24（2010年5月）
出演
- ミュニシパル・ウェイスト
- ウォーブリンガー
- トキシック・ホロコースト

会場
- 2010年5月12日（水）東京・渋谷クラブクアトロ
- 2010年5月13日（木）名古屋・クラブクアトロ
- 2010年5月14日（金）大阪・心斎橋クラブクアトロ

### Vol.25（2010年6月）
出演
- ナイル
- トリプティコン
- オブスキュラ

会場
- 2010年6月2日（水）大阪・心斎橋クラブクアトロ
- 2010年6月3日（木）名古屋・クラブクアトロ
- 2010年6月4日（金）東京・渋谷クラブクアトロ

### Vol.26（2011年3月）
出演
- メルヴィンズ
- ハイ・オン・ファイア
- アンアースリー・トランス

会場
- 2011年3月9日（水）大阪・心斎橋クラブクアトロ
- 2011年3月10日（木）名古屋・クラブクアトロ
- 2011年3月11日（金）東京・渋谷 O-EAST
  - 東北地方太平洋沖地震のため当日中止[1]。

### Vol.27（2011年9月）
出演
- フューネラル・フォー・ア・フレンド
- イン・ディス・モーメント
- crossfaith

会場
- 2011年9月20日（火）東京・渋谷クラブクアトロ
- 2011年9月21日（木）名古屋・クラブクアトロ
- 2011年9月22日（水）大阪・心斎橋クラブクアトロ

### Vol.28（2011年10月）
出演
- ヴェイダー
- ヴァーテイン
- ウィッチリー

会場
- 2011年10月5日（水）名古屋・クラブクアトロ
- 2011年10月6日（木）大阪・BIG CAT
- 2011年10月7日（金）東京・渋谷クラブクアトロ

### Vol.29（2011年10月）
出演
- アンアース
- エブリ・タイム・アイ・ダイ
- アカシア・ストレイン

会場
- 2011年10月10日（月）名古屋・クラブクアトロ
- 2011年10月11日（火）東京・渋谷クラブクアトロ
- 2011年10月12日（水）大阪・BIG CAT

### Vol.30（2012年）
出演
- ナパーム・デス
- ナザム
- ピッグ・デストロイヤー

会場
- 2012年8月23日（木）東京・渋谷クラブクアトロ
- 2012年8月24日（金）大阪・梅田クラブクアトロ
- 2012年8月25日（土）名古屋・クラブクアトロ

### Vol.31（2013年）
出演
- オビチュアリー
- オール・シャル・ペリッシュ
- インファーナル・リヴァルジョン

会場
- 2013年4月21日（日）大阪・梅田クラブクアトロ
- 2013年4月22日（月）名古屋・クラブクアトロ
- 2013年4月23日（火）東京・渋谷クラブクアトロ

### Vol.32（2019年3月）
出演
- ナパーム・デス
- アイヘイトゴッド
- ミザリー・インデックス
- Melt-Banana

会場
- 2019年3月5日（火）大阪・梅田クラブクアトロ
- 2019年3月6日（水）東京・渋谷クラブクアトロ

### Vol.33（2020年1月）
出演
- フィリップ・H．アンセルモ ＆ ザ・イリーガルズ
- キング・パロット
- PALM

会場
- 2019年4月8日（月）東京・恵比須リキッドルーム
- 2019年4月9日（火）大阪・梅田クラブクアトロ
- 2020年1月28日（火）東京・恵比須リキッドルーム
- 2020年1月29日（水）名古屋・名古屋クラブクアトロ
- 2020年1月30日（木）大阪・梅田クラブクアトロ

### Vol.34（2020年3月）
出演
- ブルヘリア
- ピッグ・デストロイヤー
- ジガイ

会場
- 2020年3月16日（月）東京・渋谷クラブクアトロ
- 2020年3月17日（火）大阪・梅田クラブクアトロ

新型コロナウイルスの蔓延の影響で中止

### Vol.35（2025年1月）
出演
- カヴァレラ
- Melt-Banana
- Sigh（東京）
- S.O.B（大阪）

- 2025年1月27日（月）東京・Spotify O-EAST
- 2025年1月28日（火）大阪・BIG CAT